# Ceritaenia
Ceritaenia là một chi bướm đêm thuộc phân họ Tortricinae của họ Tortricidae.

## Các loài
- Ceritaenia ceria Razowski & Becker, 2000